# ホテルグランテラス富山
ホテルグランテラス富山（ホテルグランテラスとやま）は、ブリーズベイホテルグループが運営するシティホテル。地上1階地下12階建てで、外壁には薄茶色系統のブラウニッシュゴールドのタイルで覆われている。
かつては名鉄トヤマホテルとして名古屋鉄道の子会社により運営されていたが、2012年2月29日に名鉄トヤマホテルの全株式をブリーズベイホテルに売却したことにより名鉄グループより離脱した。名鉄グループ離脱後も「名鉄トヤマホテル」の名称を継続使用していたが、2013年3月1日に「ホテルグランテラス富山」に改称された。

## 沿革
- 1964年12月 - 創業。富山県民会館内にレストランキャッスルを開業。
- 1968年4月 - 富山市桜橋通りの住友生命富山ビル（同年3月26日竣工[3]、現・北日本桜橋ビル）にホテルを開業。
- 1969年5月 - 昭和天皇、香淳皇后が第20回全国植樹祭に行幸啓。宿泊先の一つとなる[4]（5月25日 - 5月26日、5月27日 - 5月28日、5月28日 - 5月29日にご宿泊[5]）。
- 1980年8月27日 - 旧名鉄ボウリング場および駐車場跡地にて[6]、現在のホテルの建物の地鎮祭を挙行[7]。
- 1982年7月10日 - 現在のホテルが『住友生命富山第二ビル』として竣工し、7月23日に現在の場所に移転する[1]。
- 2012年2月29日 - 名古屋鉄道が名鉄トヤマホテルの全株式をブリーズベイホテルに売却し、名鉄グループより離脱。
- 2013年3月1日 - 現ホテル名（ホテルグランテラス富山）に改称。

## 所在地
- 〒930-0004 富山市桜橋通り2-28
  - 富山駅正面出口より 徒歩約5分
  - 富山空港より 車約25分
  - 北陸自動車道富山ICより 車約20分